# Ise-jingū
Der Ise-jingū (japanisch 伊勢神宮; auch Ise-Daijingū (伊勢大神宮); etwa: (Groß-)Schrein(e) von Ise; offizieller Name eigentlich bloß Jingū) ist ein Shintō-Schrein und gilt im Schrein-Shintō als das höchste Heiligtum Japans. Er befindet sich in der heutigen Stadt Ise (früher Uji-Yamada) in der Präfektur Mie und besteht aus einer weitläufigen Gebäudeanlage mit zwei Hauptschreinen, dem Inneren Schrein (内宮 Naikū) und dem etwa sechs Kilometer davon entfernten Äußeren Schrein (外宮 Gekū), sowie 125 Nebenschreinen (91 davon gehören zum Naikū, 32 zum Gekū). Darüber hinaus gehören dem Schrein noch drei angeschlossene Museen, eine Bibliothek, sowie eine Reihe weiterer Anlagen zur Herstellung der in den Zeremonien benötigten Produkte, die nicht nur in Ise oder der Präfektur Mie liegen.
Gegenwärtig pilgern pro Jahr etwa sechs Millionen Menschen zum Schrein (diese Pilgerschaft nennt sich O-Ise-Mairi). Der Tradition gemäß wird dabei zuerst der Gekū und dann der Naikū aufgesucht, bei geringer zur Verfügung stehender Zeit nur der Naikū. Eine besonders berühmte Wallfahrt war die von Admiral Tōgō Heihachirō, der nach dem siegreichen Russisch-Japanischen Krieg mit seiner gesamten Flotte in der Bucht von Ise einlief, um seine Dankbarkeit zu bezeugen.
Der Öffentlichkeit sind die Hauptschreine nicht zugänglich, sie können nur aus einiger Entfernung hinter hohen Zäunen betrachtet werden. Darüber hinaus befinden sich nicht alle Nebenschreine auf den eigentlichen Geländen des Naikū oder Gekū.
Der Ise-jingū ist auch bekannt für seinen archaischen und einfachen Baustil, Shinmei-zukuri (神明造) genannt, der am weitesten in der Präfektur Mie verbreitet ist. Der Ise-jingū verwendet im Speziellen eine Stilvariante namens yuitsu shinmei-zukuri (唯一神明造), der wie der Name sagt für diesen Schrein allein einzigartig (yuitsu) ist.
Sowohl Naikū als auch Gekū verfügen über eine Vielzahl von Gebäuden, die in beiden Schreinen vorkommen. Dazu gehört u. a. die Saikan, eine Halle zur rituellen Reinigung für die über 100 Priester, in der sie sich für ein oder zwei Nächte aufhalten müssen, um ihren Geist von weltlichen Dingen zu befreien. In den Saikan existieren spezielle Bäder, Mahlzeiten darin werden nur über heiligem Feuer (ohne irgendwelche Hilfsmittel angefacht) zubereitet. Neben den Saikan befinden sich die Anzaisho, spezielle Gebäude für Besucher des Kaiserhauses.

## Naikū

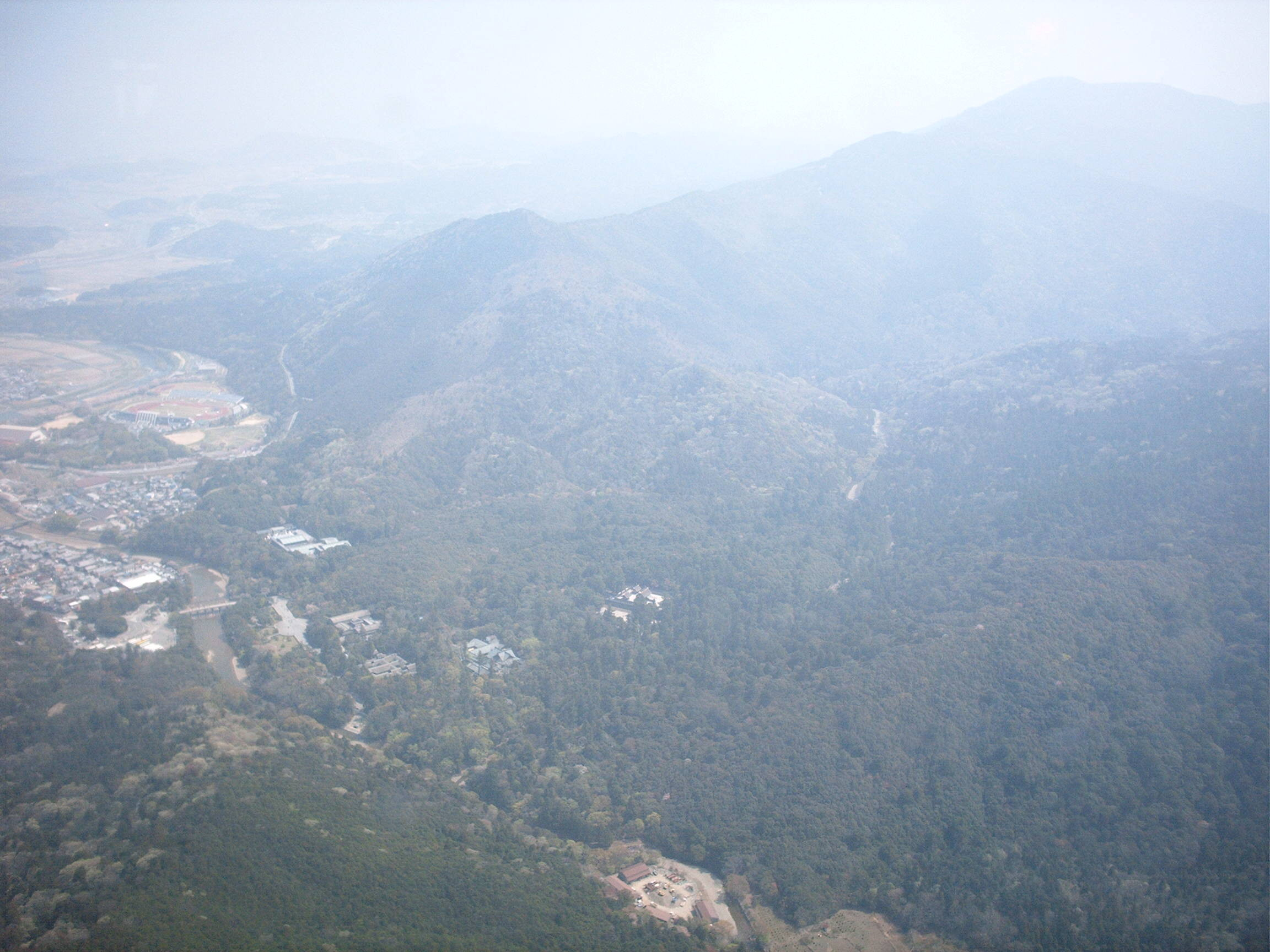
Lage des Naikū

Der offizielle Name des Naikū lautet Kōtai-jingū. Traditionelle Darstellungen sagen, er sei vor etwa 2.000 Jahren errichtet worden. Seine Hauptgöttin (Kami) ist Amaterasu, Sonnengöttin und Ahnherrin des japanischen Kaiserhauses, die vor der Errichtung des Schreins im kaiserlichen Palast von Yamato verehrt wurde. Nach einer Zeit schwerer Epidemien und Naturkatastrophen soll Sujin-tennō die Prinzessin Toyosuki-irihime-no-mikoto beauftragt haben, Amaterasu an einem anderen Ort einzuschreinen, was zunächst das östliche Nara-Becken zum Ort der Verehrung Amaterasus machte. Toyosuki-irihime no mikoto wurde so zur ersten Saishu, d. h. unverheirateten Prinzessin aus dem Kaiserhaus, die als Hohepriesterin am Schrein der Amaterasu fungierte. Suinin-tennō beauftragte die Prinzessin Yamatohime no mikoto dann später, den vollkommenen Ort zur Verehrung Amaterasus zu finden. Nach einer Wanderung durch die Regionen von Ōmi und Mino soll Yamatohime no mikoto schließlich Ise im Jahr 5 erreicht und Amaterasu gesagt hören haben, dass diese für immer in Ise leben wolle, wo der Wind der Kami blase und das Land durch die reichen Quellen von Berg und See gesegnet sei.
Der Naikū liegt in Ujitachi-cho in einem hügeligen Gebiet von etwa 5.500 Hektar Fläche, die fast ausnahmslos mit Bäumen bewachsen sind. 3.500 Hektar davon sind 1926 mit Hinoki-Scheinzypressen bepflanzt worden, die den Holzbestand bilden, mit dem alle 20 Jahre der rituelle Neubau aller Bauwerke im Ise-jingū bestritten werden soll. Dieses Ritual wird Shikinen-sengū genannt (vgl. Sengū), wurde von Temmu-tennō verordnet und von Jitō-tennō zum ersten Mal ausgeführt. Der jetzige Bau stammt vom 62. Shikinen-sengū von 2013 (2. Oktober im Naikū, 5. Oktober im Gekū), der nächste Neubau steht für Oktober 2033 an.

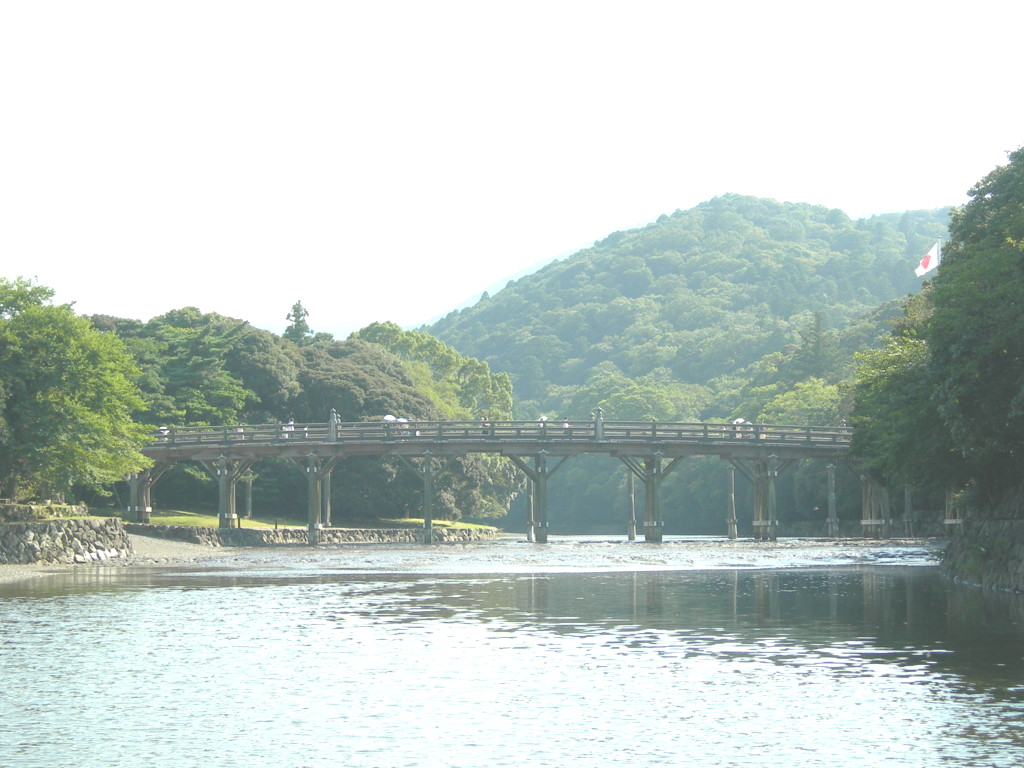
Die Uji-bashi

Am Eingang zum Gelände des Naikū steht die Uji-Brücke (Uji-bashi), unterhalb derer der heilige Fluss Isuzu fließt. Die Überquerung des Isuzu über die etwa hundert Meter lange Brücke mit den beiden großen Torii an ihren beiden Enden soll die Besucher reinigen, bevor sie den eigentlichen Bereich des Schreins betreten. Vor der eigentlichen Verehrung von Amaterasu im Inneren haben die Gläubigen dann bei gutem Wetter die Möglichkeit, sich an einer Uferstelle des Isuzu (Mitarashi) die Hände zu waschen und den Mund auszuspülen. Bei schlechtem Wetter steht ein traditionelles Becken für die Waschungen bereit, das hier wie auch im Gekū Temizusha heißt.
Im Naikū wird angeblich auch seit dem 6. Jahr der Herrschaft von Sujin-tennō eine der drei Throninsignien Japans, der Spiegel Yata no kagami, aufbewahrt und soll dort als shintai dienen. Den Spiegel soll Toyosuki-irihime no mikoto mit auf den Weg bekommen haben. Da er der Öffentlichkeit nicht zugänglich ist, kann darüber aber keine sichere Aussage getroffen werden.

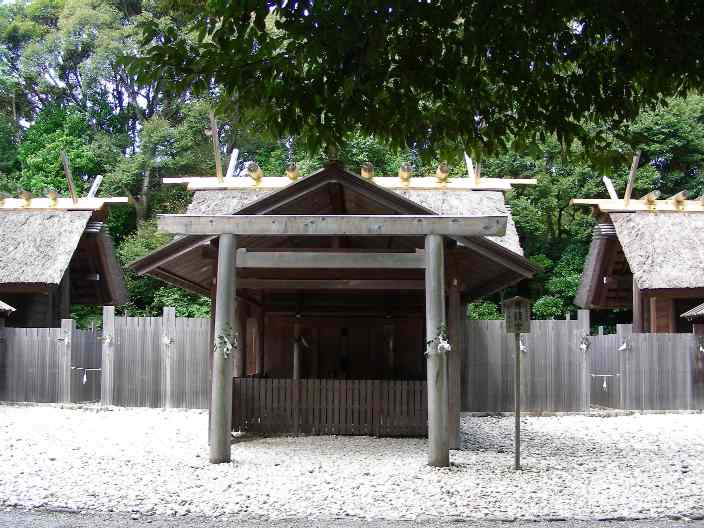
Teil des Tsukiyomi-no-miya, in dem Tsukiyomi verehrt wird, ein Bruder von Amaterasu und Herrscher über die nächtliche Welt
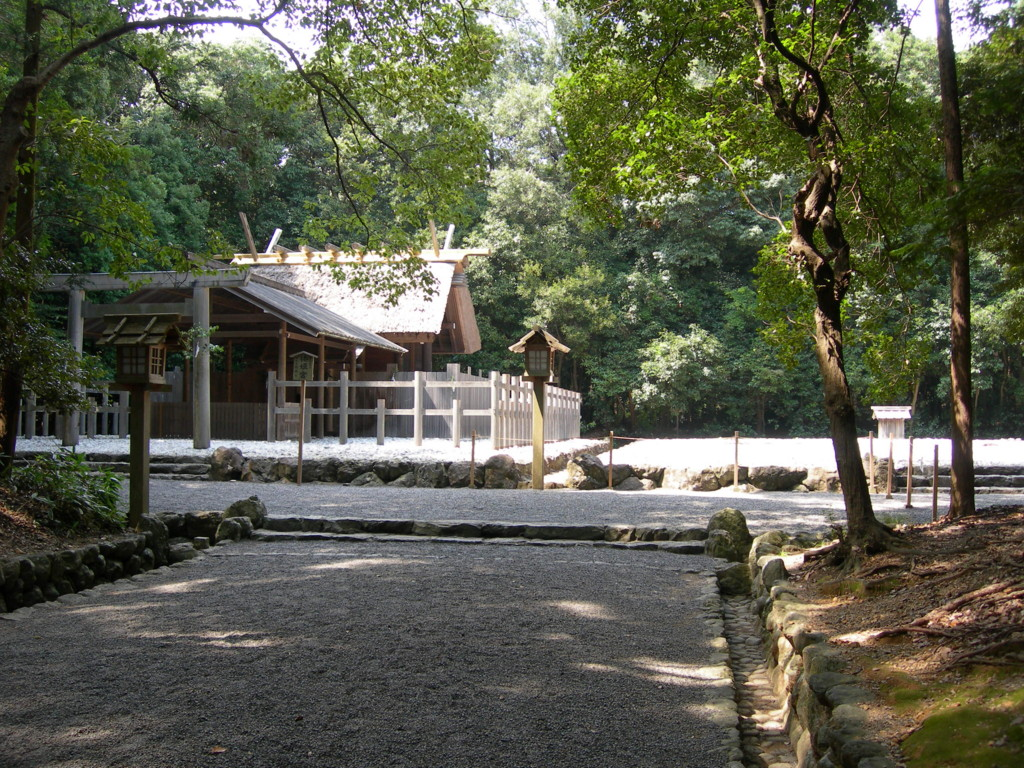
Der Yamatohime-no-miya, in dem die Prinzessin Yamatohime verehrt wird
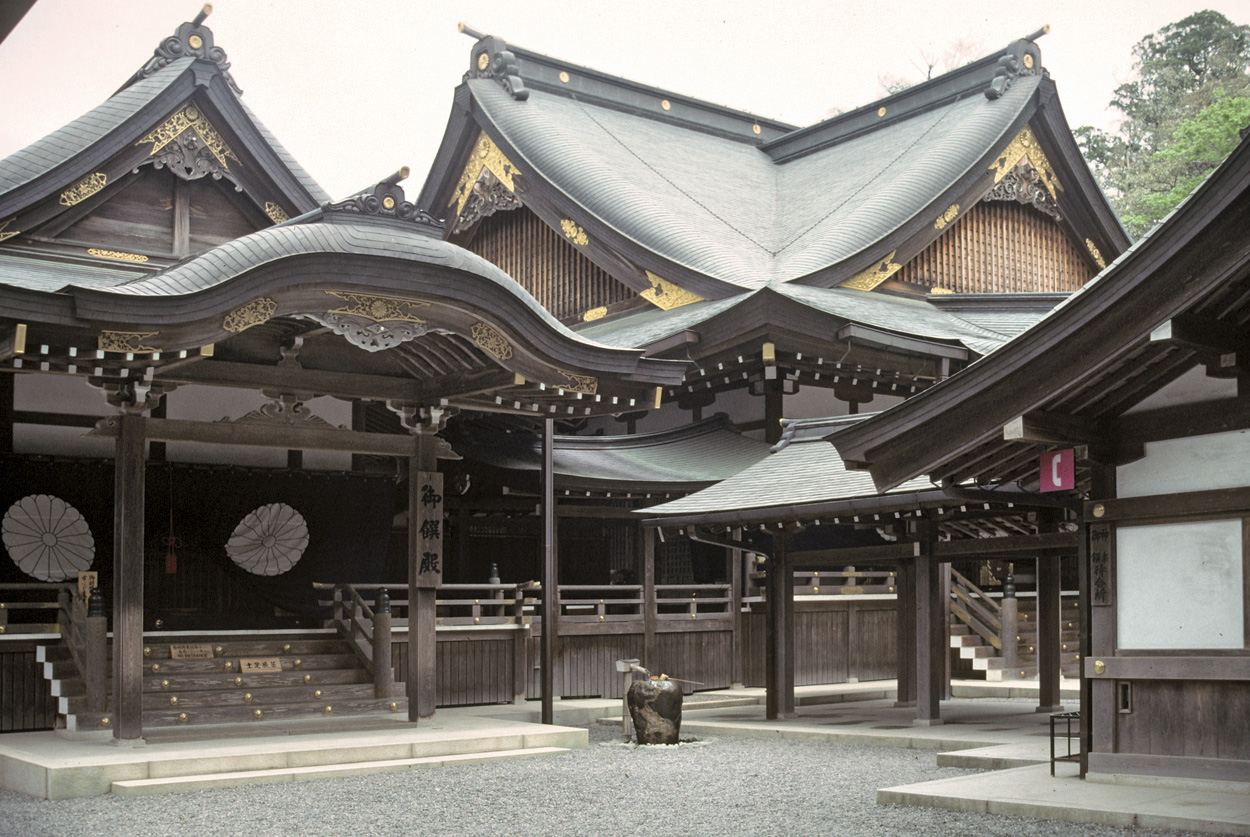
Die Kaguraden (es befindet sich auch eine im Gekū) wird nicht nur für rituelle Tänze, sondern auch spezielle Gebete benutzt.
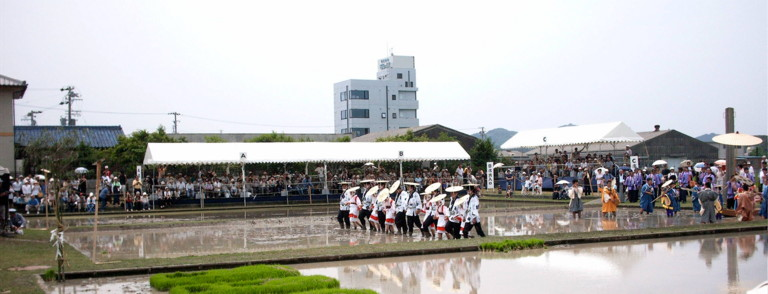
Am Izawa-no-miya wird am 24. Juni die Zeremonie des Reisanpflanzens auf den Heiligen Reisfeldern (Otaueshiki) begangen.

## Gekū

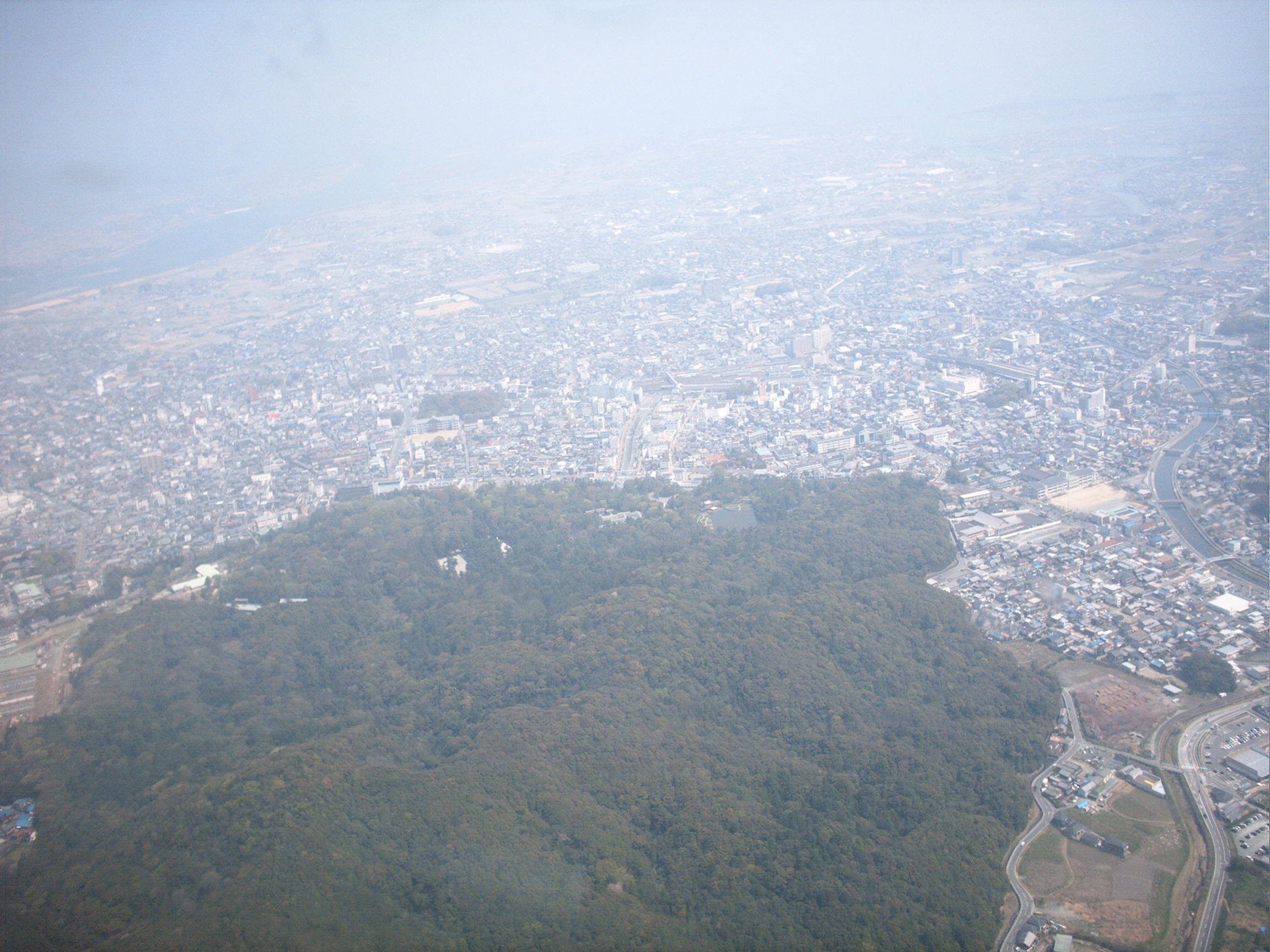
Lage des Gekū

Der Gekū (eigentlicher Name: Toyouke Dai-jingū) soll auf Geheiß von Amaterasu im Jahr 478, dem 22. Regierungsjahr des Yūryaku-tennō, erbaut worden sein. Die Hauptkami dieses Schreins ist Toyouke, eine Nahrungs- und Industrie-Gottheit und wird hauptsächlich mit dem Anbau von Reis assoziiert. Sie wurde dem Mythos nach vor 1.500 Jahren aus der Tanba-Region (nördlicher Teil der heutigen Präfektur Kyōto) auf Bitte von Amaterasu nach Ise gerufen, um dort für diese die Heiligen Mahlzeiten aufzutragen. Die dafür nötige Zeremonie (Higoto-Asayu-Omikesai) soll seit der Gründung des Gekū ohne Ausnahme jeweils morgens und abends durchgeführt worden sein und vollzieht sich sowohl im Gekū wie auch im Naikū in 16 verschiedenen Gebäuden.
Der Gekū liegt in Toyokawa-chō. Auch der Zugang zu ihm führt über eine Brücke, hier Hiyoke-bashi genannt. Im Wesentlichen ist sein Aufbau mit dem des Naikū identisch.

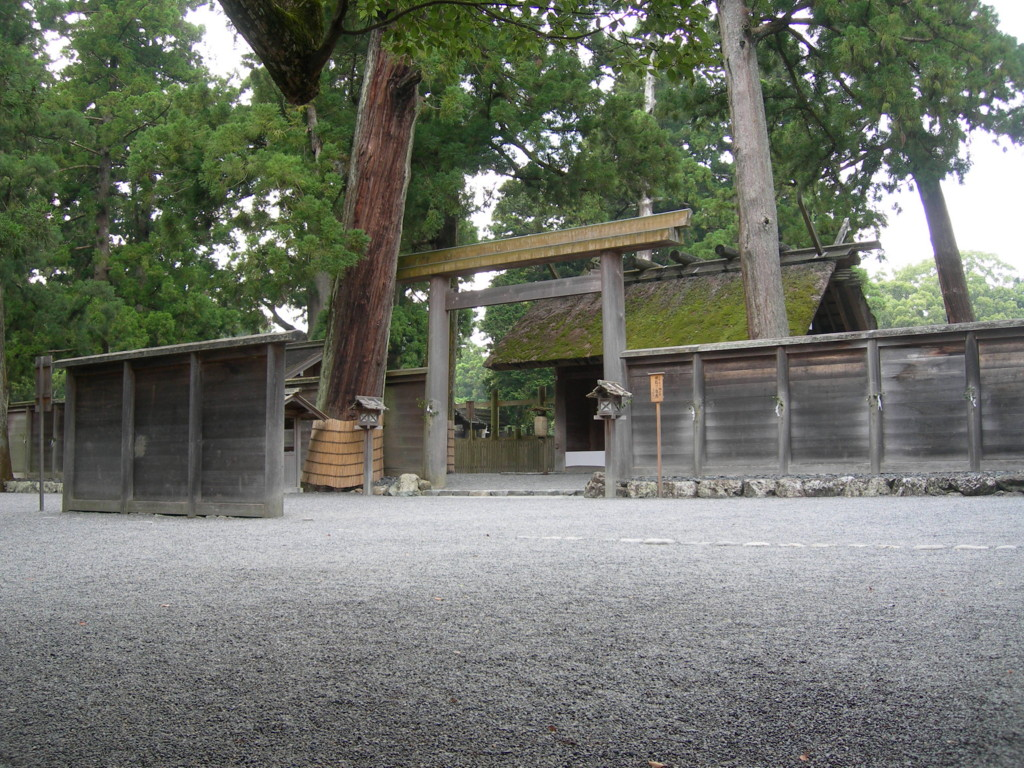
Der Hauptschrein des Gekū ist der Shōden, der durch vier verschiedene Zaunreihen von der Öffentlichkeit abgegrenzt ist. In ihm ist Toyouke eingeschreint.
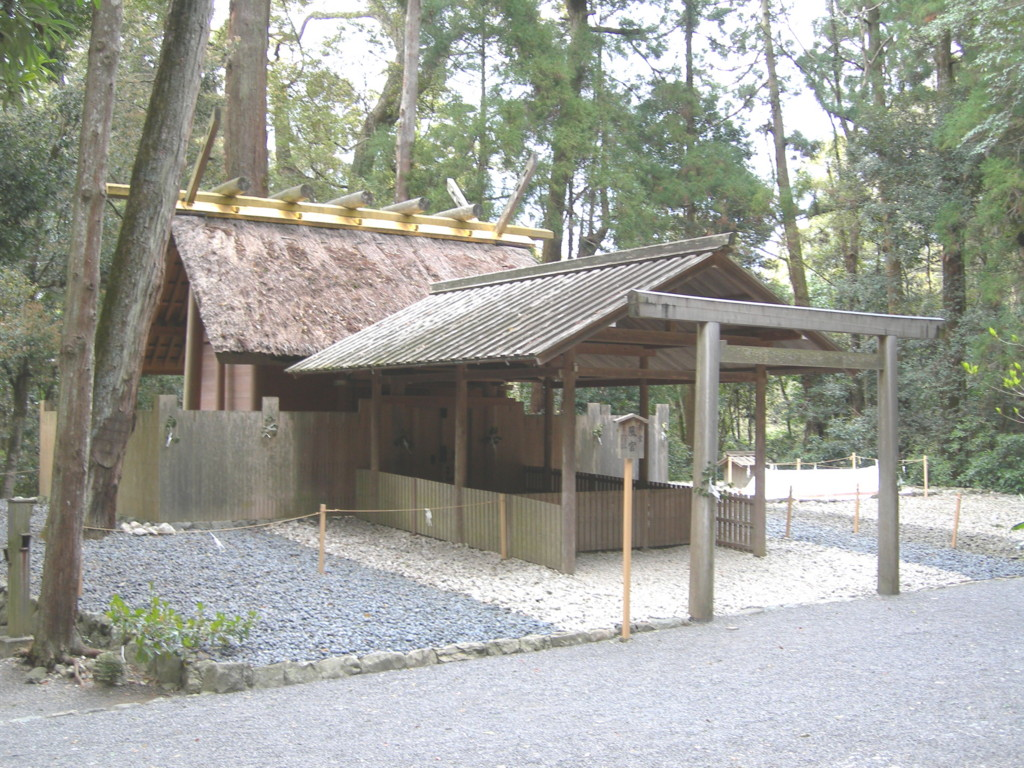
Im Kaze-no-miya werden die Wind- und Regenkami Shinatsuhiko und Shinatobe verehrt. Im Naikū ist ihnen der Kazahinomi-no-miya gewidmet.
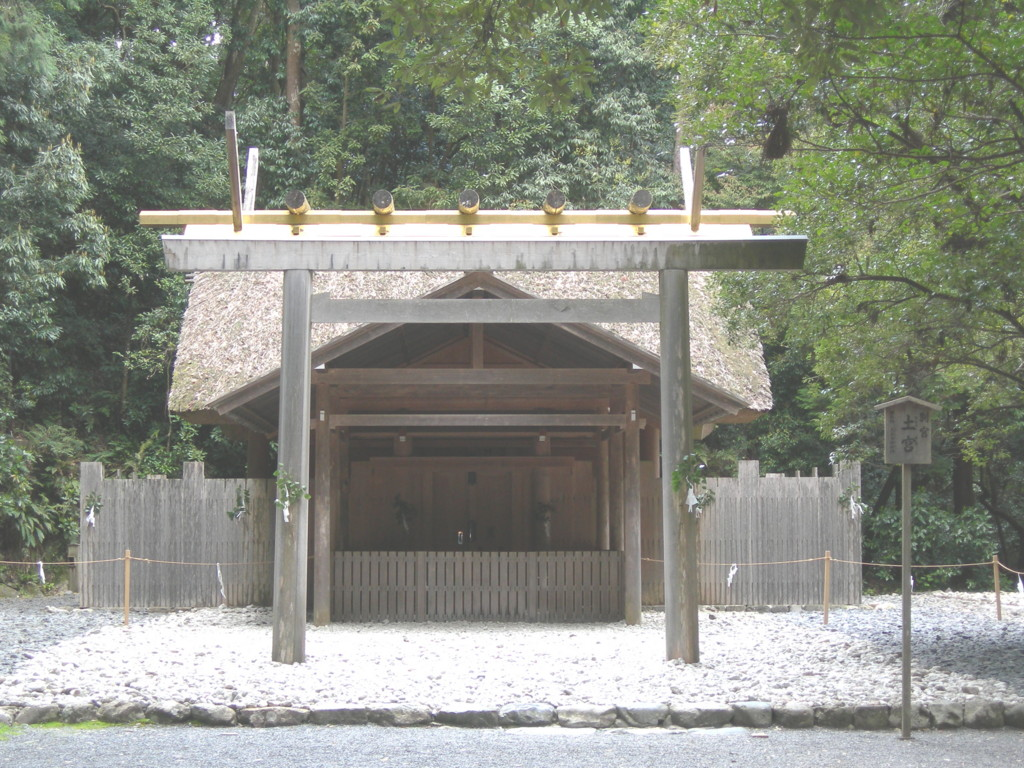
Im Tsuchi-no-miya wird Otsuchi-mioya, der Kami der Gegend um den Gekū, verehrt.

## Museen und Bibliothek

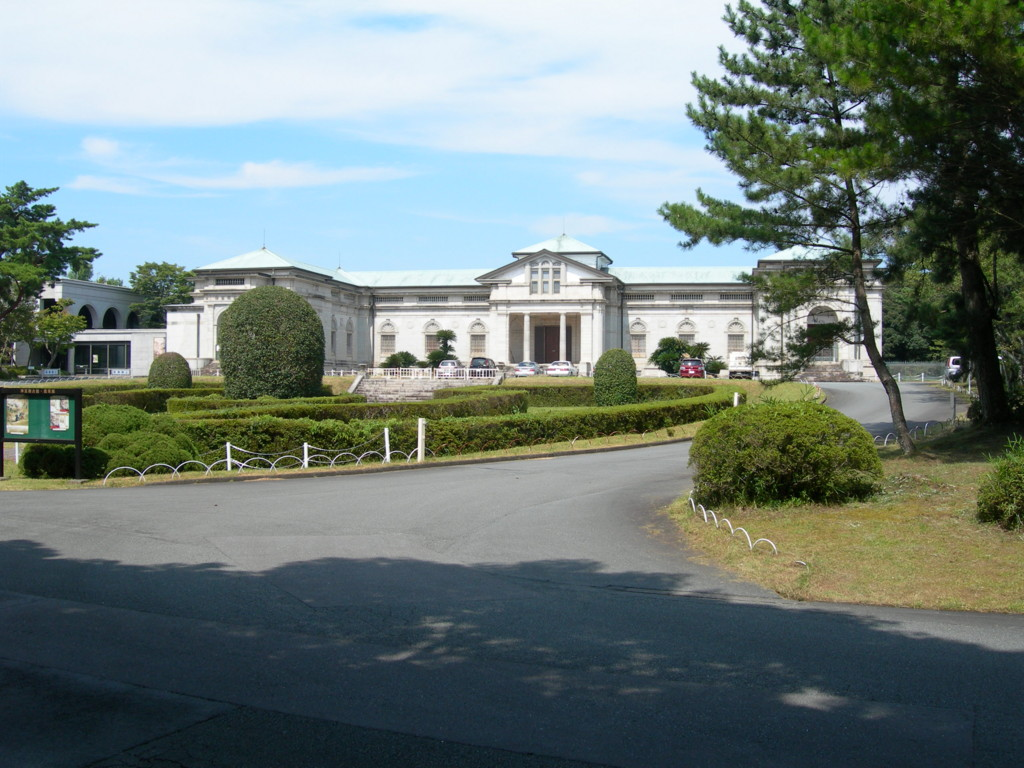
Das Jingū Chokokan

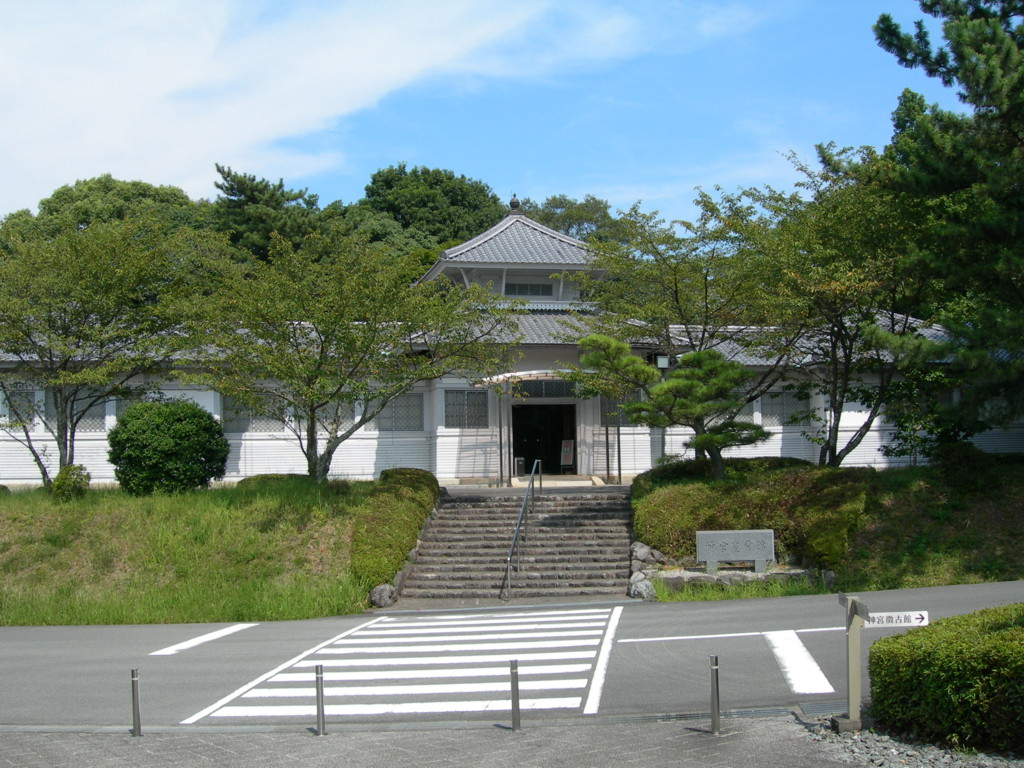
Das Jingū Nōgyōkan

Die drei Museen sowie die Bibliothek befinden sich auf dem Berg Kurata, zwischen Naikū und Gekū. Zu den Museen gehören das Geschichtsmuseum (神宮徴古館 Jingū Chōkokan), das Landwirtschaftsmuseum (神宮農業館 Jingū Nōgyōkan) und das Museum für Bildende Kunst (神宮美術館 Jingū Bijutsukan, 1993 zur Feier des 61. Shikinen-sengū eröffnet). In allen werden Artefakte ausgestellt, die indirekte oder direkte Beziehung zum Schrein aufweisen. In der Bibliothek (神宮文庫 Jingū Bunko) befinden sich über 260.000 Bücher und andere Datenträger über Shintō, Religion, Literatur und andere Themen, die Bezug auf den Schrein aufweisen.

## Andere Einrichtungen
Die heiligen Reisfelder (Jingū-Shinden) befinden sich in Kusube-chō in Ise und nehmen 30.000 m² ein. Hier wird der Reis geerntet, der den Kami im Schrein geopfert wird. Der Wuchs des Reises wird dabei von speziellen Shintō-Zeremonien begleitet.
Die Einrichtungen zur Gewinnung des Heiligen Salzes befinden sich auf dem Gelände des Mishiodono-jinja in Shō, Futami-chō, Ise und nehmen 27.785 m² ein. Vom Strand von Mishiohama in Nishi, Futami-chō, Ise wird das Salzwasser zum Mishio-kumiiresho geleitet. Danach wird es im Mishio-yakisho verdunstet und später in feste Blöcke gepresst.
Auf den Misono-Feldern werden Gemüse und Obst für Opfergaben angebaut. Sie befinden sich in Mizoguchi, Futami-chō, Ise und nehmen 19.751 m² ein.
In der Stadt Matsusaka befinden sich zwei Schreine, in denen der Stoff für die Heiligen Kleidungsstücke gewebt wird: der Kanhatori-hatadono-jinja (神服織機殿神社) in Ōgaito-chō, für Seide, und der Kan’omi-hatadono-jinja (神麻続機殿神社) in Iguchinaka-chō, für Hanf.
In Kuzaki-chō in der Stadt Toba befinden sich Einrichtungen zur Anrichtung von Seeohren (awabi) für die Opfergaben. In Shinojima, Minamichita, Chita-gun, Präfektur Aichi, befinden sich Einrichtungen zum Trocknen von speziellen Fischsorten für die Opfergaben. In Minomura, Meiwa, Taki-gun in der Präfektur Mie befinden sich Anlagen zur Herstellung der Heiligen Töpferware (kawarake), mit der die Opfergaben aufgetragen werden. Sie werden ohne Glasur angefertigt. Die Jahresproduktion beläuft sich auf etwa 60.000 Stück.

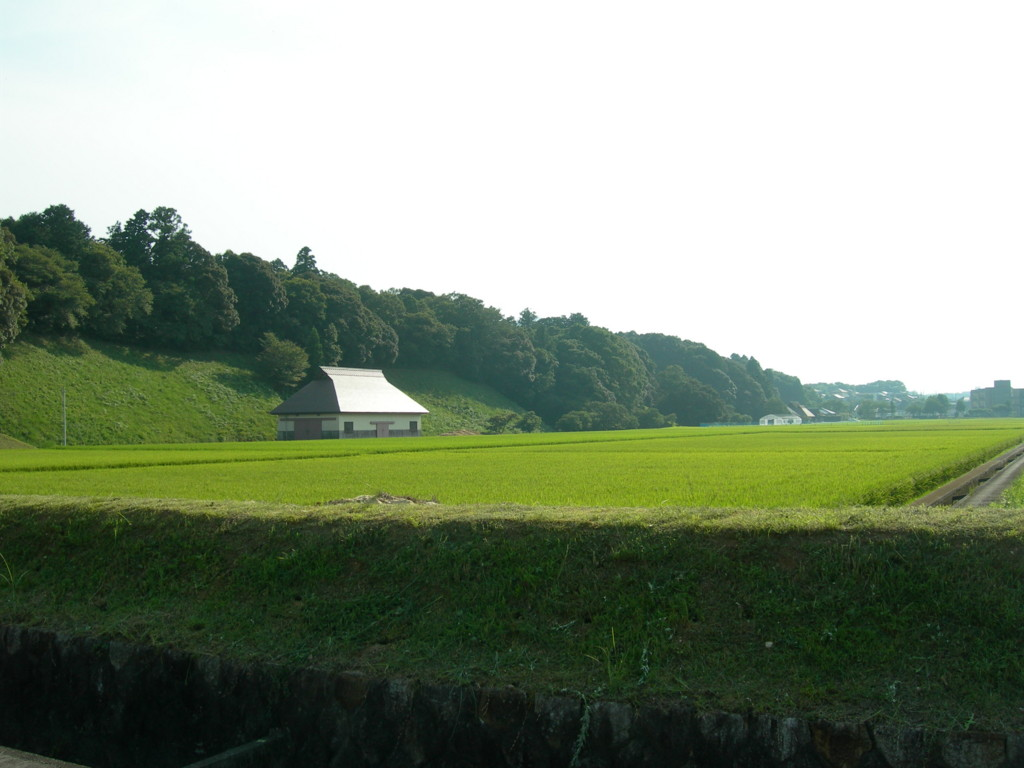
Jingū-Shinden
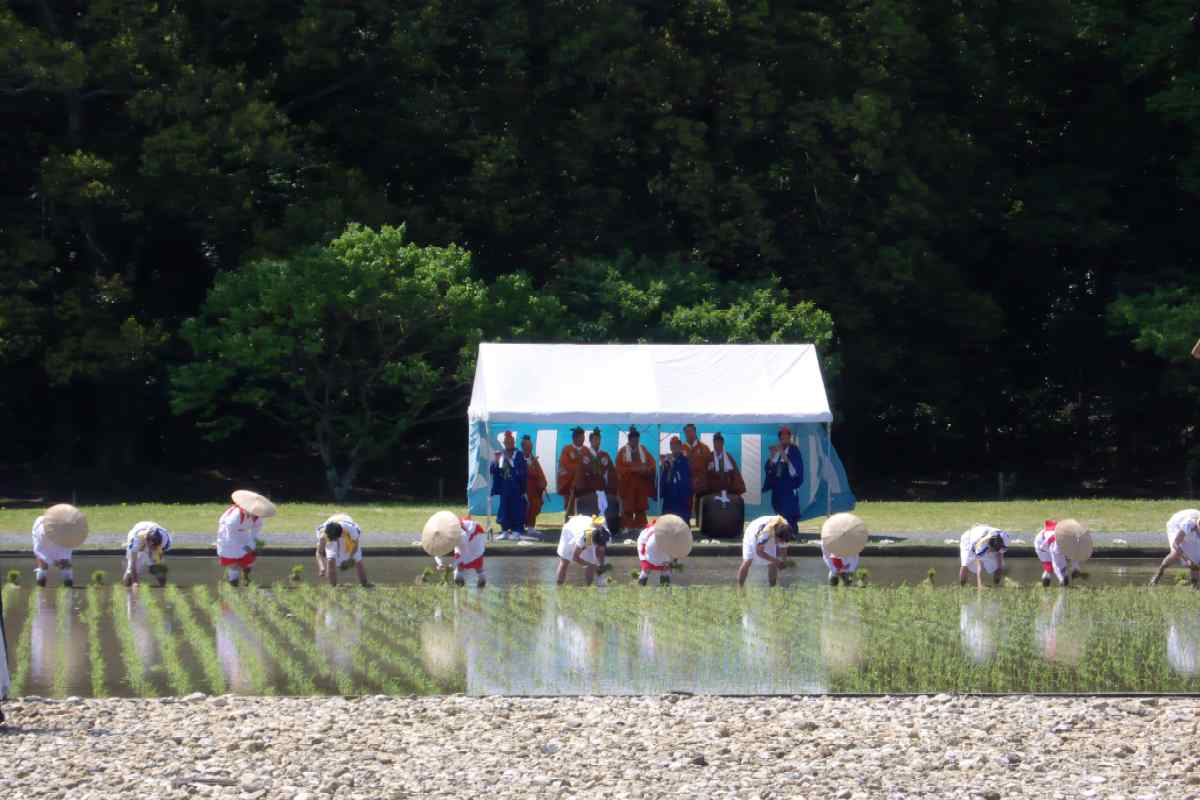
Shinden-otaue-hajime, Anbau von Reis
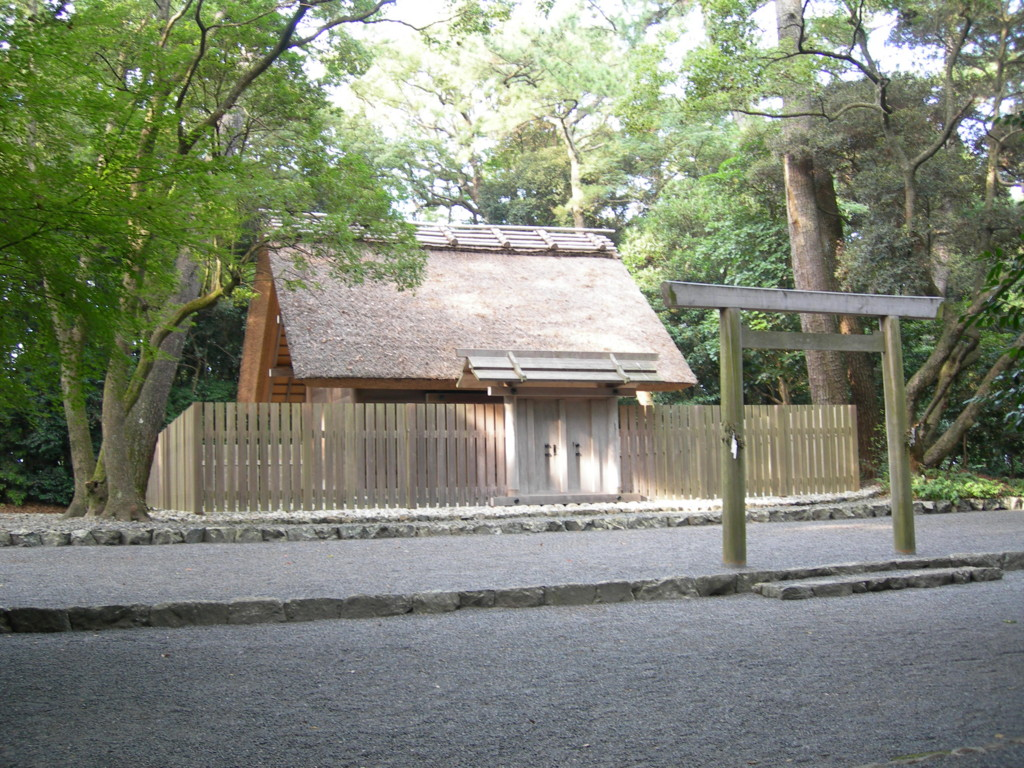
Mishiodono
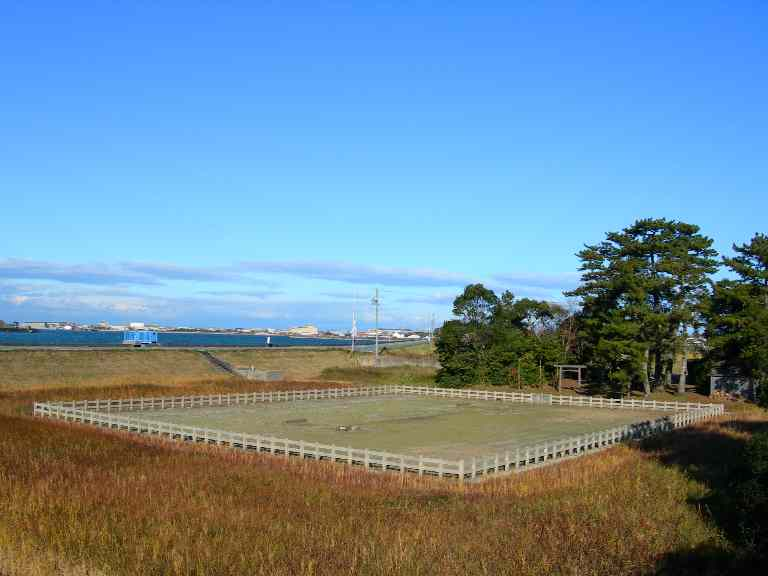
Mishiohama
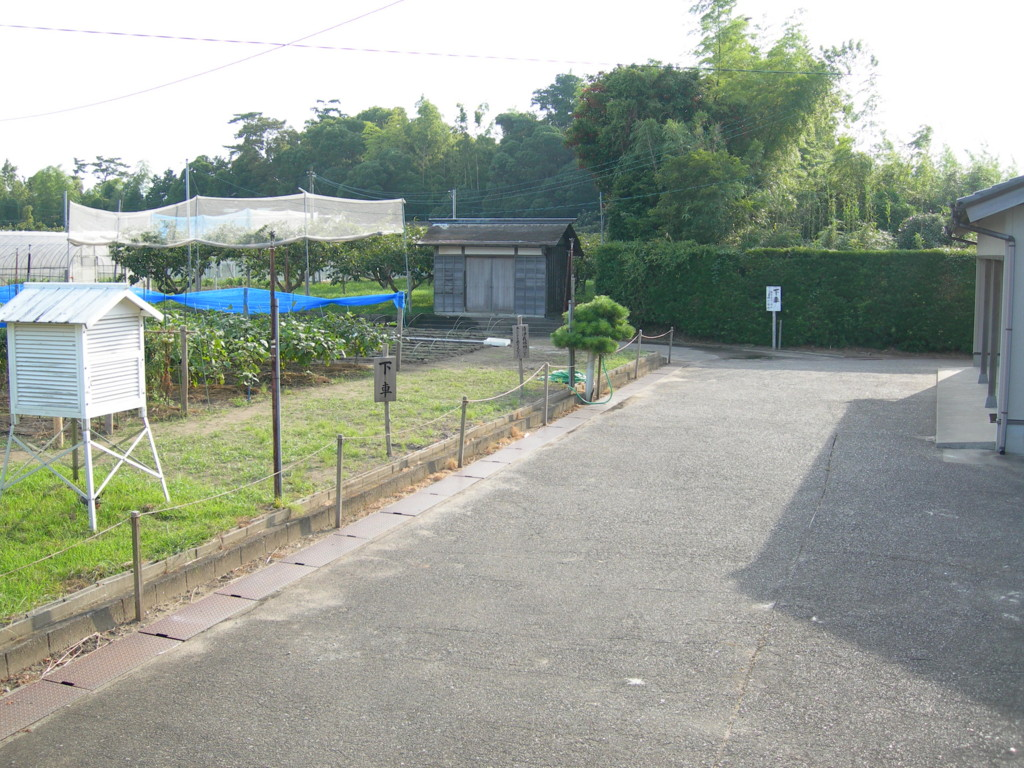
Teil der Misono-Felder
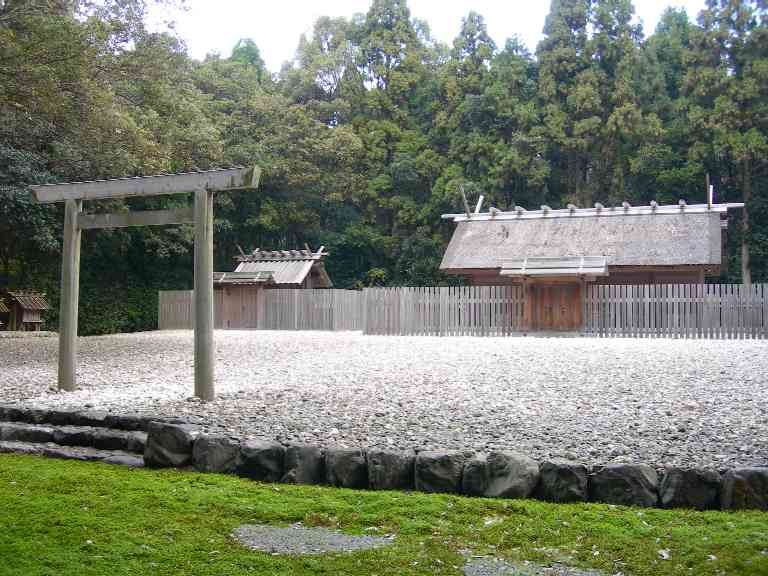
Kanhatori-hatadono-jinja
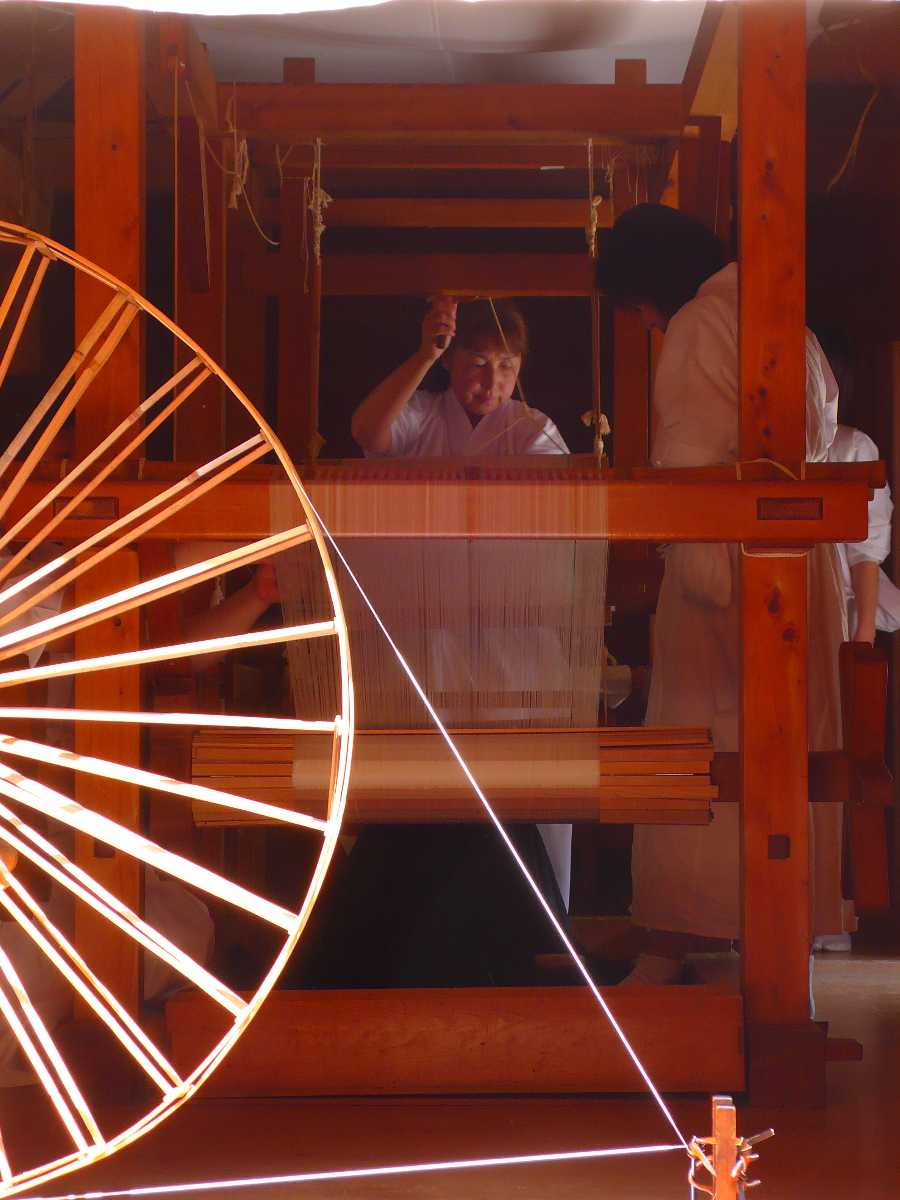
Weben von Nigitae (Seide)
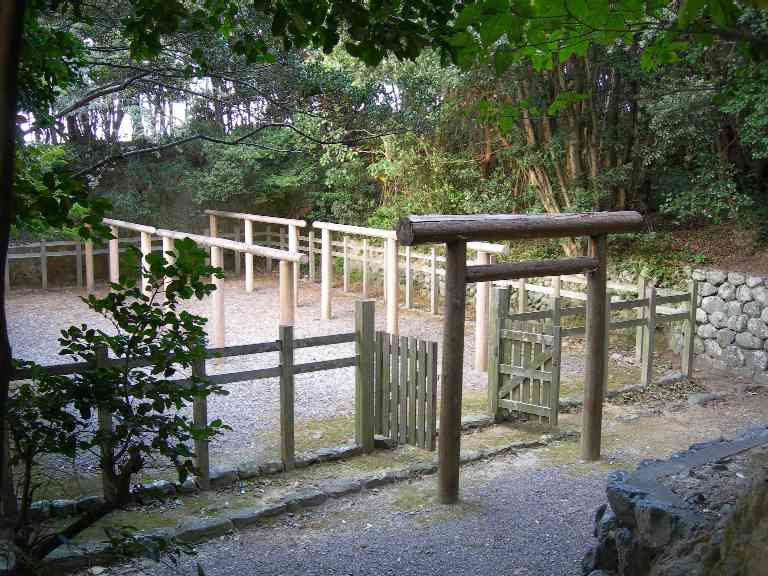
Awabi-choseisho

## Feste
Folgend eine (unvollständige) Liste der bekannteren Festlichkeiten, die im Ise-Jingū oder Teilen davon über das Jahr begangen werden. Die Feste werden in Koreisai (jährliche Feste an festen Daten, davon existieren etwa 1600) und Rinjisai (Feste für besondere Ereignisse in Japan oder der kaiserlichen Familie) unterschieden.
| Datum                                | Name                        | Bedeutung |
| ------------------------------------ | --------------------------- | --- |
| 1. Januar                            | Saitan-sai                  | Neujahrsfest |
| 3. Januar                            | Genshi-sai                  | Feier der Begründung der Kaiserlichen Familie durch Ninigi, ein Enkel der Amaterasu. |
| 7. Januar                            | Shōwa-Tennō-sai-yohai       | Gedenkfeier zu Ehren des Shōwa-tennō an dessen Todestag, parallel zu einer gleichen Zeremonie im Kaiserpalast |
| 11. Januar                           | Ichigatsu-juichinichi-mike  | Nahrungsopferzeremonien für Amaterasu und andere Kami im Naikū, später Tanz und Musik |
| 11. Februar                          | Kenkoku Kinen-sai           | Feier des japanischen Reichsgründungstags |
| 17.–23. Februar                      | Kinen-sai                   | Gebet für eine erfolgreiche Ernte unter Teilnahme eines kaiserlichen Abgesandten |
| Äquinoktium im März                  | Misono-sai                  | In den Misono-Feldern wird für eine erfolgreiche Ernte gebetet |
| Äquinoktium im März & September      | Shunki-koreisai-yohai       | Gebete im Andenken an die kaiserlichen Ahnen, parallel zu einer gleichen Zeremonie im Kaiserpalast |
| Anfang April                         | Shinden-geshu-sai           | Aussaat des Reises auf den heiligen Reisfeldern, der später im Kanname-sai verwendet werden wird |
| 3. April                             | Jimmu Tennō-sai-yohai       | Gedenkfeier zu Ehren des Jimmu-tennō an dessen Todestag, parallel zu einer gleichen Zeremonie im Kaiserpalast |
| 1. Mai & 1. Oktober                  | Kanmiso-hoshoku-hajime-sai  | Weben von heiliger Seide und heiligem Hanf für das Kanmiso-sai |
| 13. Mai & 13. Oktober                | Kanmiso-hoshoku-chinsha-sai | Dankeszeremonien für das erfolgreiche Kanmiso-hoshoku-hajime-sai |
| 14. Mai & 4. August                  | Kazahinomi-sai              | Gebet für milde Winde, Opfergaben für ein der Ernte zuträgliches Wetter |
| 14. Mai & 14. Oktober                | Kanmiso-sai                 | Zeremonie zur Opfergabe von heiligen Kleidungsstücken an Amaterasu; findet nur im Naikū und in dessen Nebenschrein Ara-matsuri-no-miya statt; geht zurück auf mythologische Vorstellungen von Amaterasu mit einem Webstuhl in Takamanohara |
| Anfang Mai                           | Shinden-otaue-hajime-shiki  | Zeremonie zur Umpflanzung des im Shinden-geshu-sai gesäten Reises |
| 1. Juni, 1. Oktober & 1. Dezember    | Misakadono-sai              | Gebete an die Kami des Sake für ein erfolgreiches Gären des Sake, der während des Tsukinami-sai und des Kanname-sai serviert wird |
| 15. Juni, 15. Oktober & 15. Dezember | Okitamanokami-sai           | Zeremonie im Naikū zur Verehrung von Okitamanokami, Beschützer des Landes, das Standort des Hauptheiligtums des Naikū ist |
| 15. Juni, 15. Oktober & 15. Dezember | Miura                       | Weissagungen am Naikū, um die Priester auszuwählen, die tauglich für die Teilnahme an Tsukinami-sai und Kanname-sai sind |
| 15.–25. Juni & 15.–17. Dezember      | Tsukinami-sai               | Zeremonie zur Opfergabe von kaiserlichen Geschenken; ursprünglich monatlich und das älteste Zeremoniell im Ise-Jingū |
| 30. Juni & 31. Dezember              | Oharai                      | Zeremonie zur Reinigung der Priester und der Musiker am kaiserlichen Hof; findet auch an anderen Monaten statt, in denen viele Zeremonien durchgeführt wurden, immer jeweils am letzten Tag des Monats |
| Anfang September                     | Nuibo-sai                   | Ernte der ausgewachsenen Reisbündel auf den heiligen Reisfeldern für das spätere Kanname-sai |
| 5. Oktober                           | Mishiodono-sai              | Gebete für eine erfolgreiche Salzgewinnung und Schutz für die daran Beteiligten |
| 15.–17. Oktober                      | Kanname-sai                 | Zeremonie zum Dank für eine reiche Ernte. Die ersten auf den heiligen Reisfeldern des Schreins (shinden) geernteten Ähren werden Amaterasu geopfert, die sie zusammen mit Toyouke zu sich nimmt. Ein kaiserlicher Abgesandter bringt heilige Kleidungsstücke als Opfergaben dar. |
| 23.–29. November                     | Niiname-sai                 | Der Tennō in seiner Eigenschaft als oberster Shintō-Priester bietet Amaterasu in einem speziellen Gebäude am kaiserlichen Hof von der ersten Reisernte als Opfergabe dar und speist dann, repräsentativ für das japanische Volk, mit ihr davon. Dieses wichtigste aller Shintō-Feste wird im Naikū, Gekū und einigen Nebenschreinen mit speziellen Zeremonien unter Teilnahme eines kaiserlichen Abgesandten begleitet. |
| 23. Dezember                         | Tencho-sai                  | Feier zum Geburtstag des amtierenden Tennō, zur Zeit Naruhito. |

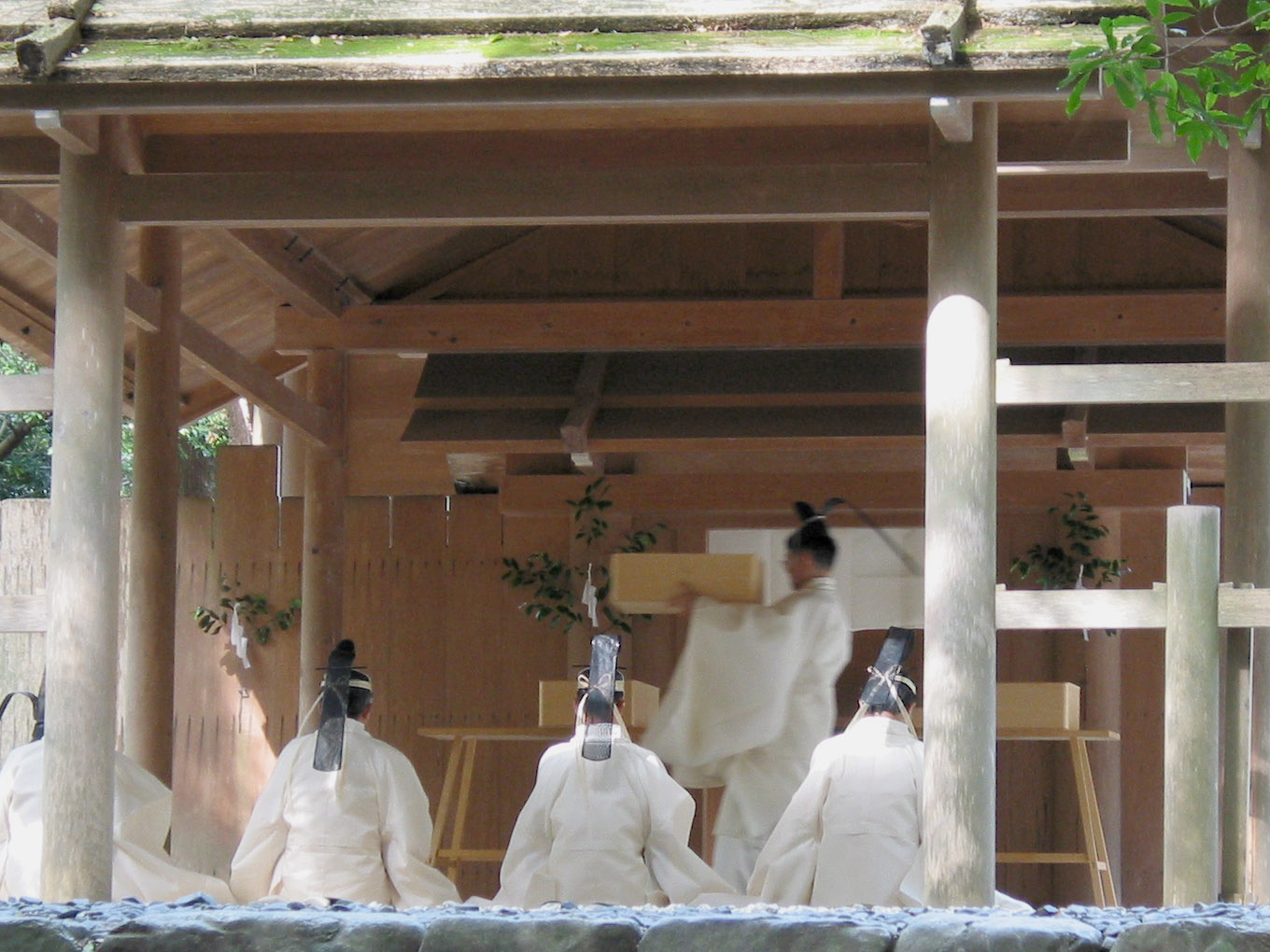
Kanmiso-sai im Aramatsuri-no-miya
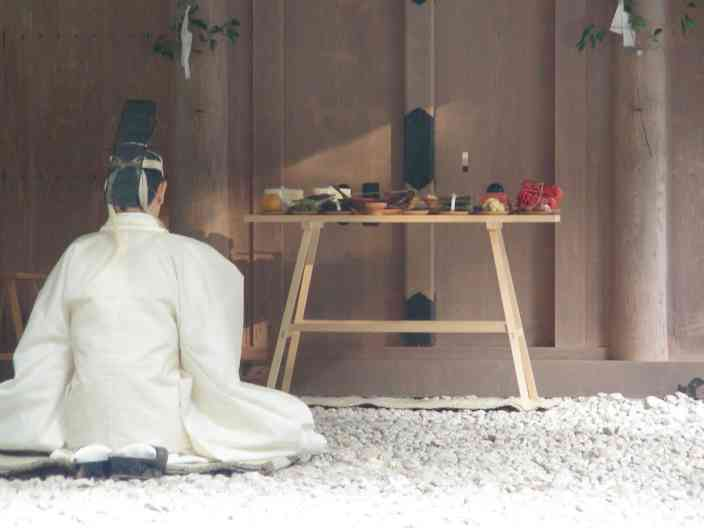
Niiname-sai im Yamatohime-no-miya (November 2006)
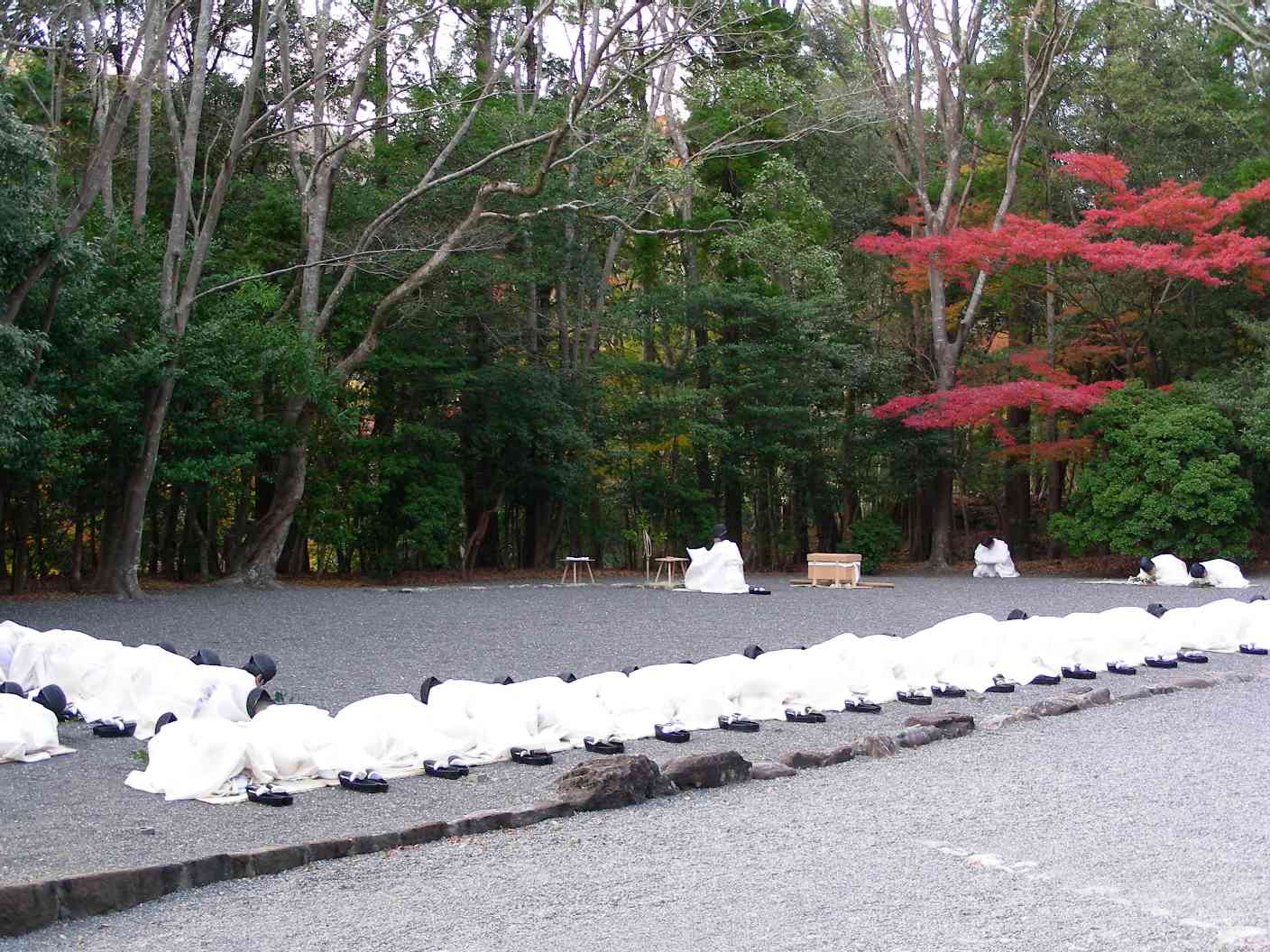
Oharai (November 2006)

## Zitate
Der Ise-jingū hat oft großen Eindruck bei seinen Besuchern hinterlassen, darunter auch auf japanische Besucher aus dem Ausland, selbst jene davon, die keinerlei vorherigen Bezug zum Shintō hatten:

“The Isé Shrine to Amaterasu, the most revered Shinto centre of divine unification, has the simple freshness, the gentle delicacy and the gleaming purity of a virtous woman.”

„Der Ise-Schrein für Amaterasu, das am meisten verehrte Shinto-Zentrum der göttlichen Vereinigung, besitzt die einfache Frische, sanfte Zartheit und glänzende Reinheit einer tugendhaften Frau.“

“On more than one occasion, I entered the precincts of some great Shintô centre, particularly Ise, with groups of foreigners who knew absolutely nothing about it and were not particularly interested, and yet were so deeply struck with the atmosphere they found there that some of them actually shed tears.”

„Bei mehr als einer Gelegenheit betrat ich das Gelände eines großen Shintō-Zentrums, insbesondere Ise, mit einer Gruppe von Ausländern die absolut nichts darüber wussten und auch nicht besonders daran interessiert waren, und dennoch so tief beeindruckt waren von der Atmosphäre die sie vorfanden, dass einige von ihnen tatsächlich Tränen vergossen.“